# قلعة دياريو
قلعة دياريو (مانتوفانو : Castlar) هي كوموني (بلدية) في مقاطعة مانتوفا في منطقة لومباردي الإيطالية ، وتقع على بعد حوالي 150 كيلومتر (93 ميل) شرق ميلانو وحوالي 15 كيلومتر (9 ميل) شرق مانتوفا. كانت مسقط رأس سائق سيارات السباق تازيو نوفولاري .
تقع قلعة دياريو على حدود البلديات التالية: بيغاريلو ، رونكوفيرارو ، سورجا ، فيليمبينتا .

## روابط خارجية
- الموقع الرسمي